# Shincheonji Chiesa di Gesù
Shincheonji Chiesa di Gesù, Tempio del Tabernacolo della Testimonianza (SCJ), comunemente noto come Nuovo Cielo e Nuova Terra o Shincheonji Chiesa di Gesù o semplicemente Shincheonji (coreano: 신천지, letteralmente Nuovo Cielo e Nuova Terra), è un nuovo movimento religioso cristiano fondato in Corea del Sud da Lee Man-hee il 14 marzo 1984. 
Il movimento religioso si basa sulla convinzione che Lee Man-hee sia il pastore promesso nel Nuovo Testamento e che il Libro dell'Apocalisse sia scritto in metafore segrete (parabole) comprensibili solo da Lee Man-hee. Prima di fondare questo movimento religioso, Lee Man-hee era membro di un gruppo chiamato Olive Tree. Secondo le credenze di Shincheonji gli unici a ricevere la salvezza al momento del giudizio finale saranno i membri della congregazione, custodi dell'unica vera fede basata sulla rivelazione delle scritture. A tutti coloro che non fanno parte del movimento verrà negata l'espiazione dei peccati e la salvezza.

## Dottrina
Il movimento ha carattere apocalittico e messianico. I membri della congregazione chiamano Lee Man-Hee variamente "Presidente Lee", "il pastore promesso", "colui che è vittorioso" o "l'avvocato". I membri credono che egli sia in grado di interpretare in modo univoco il Libro dell'Apocalisse e portare con sé in Paradiso i 144.000 e la grande moltitudine dove godranno della vita eterna. Contrariamente a quanto riportato da diversi servizi televisivi realizzati durante la crisi COVID-19, Shincheonji non considera Lee Man-hee come un Dio o come la seconda venuta di Gesù Cristo; egli è invece il pastore promesso al centro dell'alleanza tra Dio e l'umanità, tale alleanza è chiamata "Nuovo Israele spirituale". Quest'ultimo viene dopo l'"Israele fisico" di cui si parla nel Vecchio Testamento e dopo l'"Israele spirituale" del Nuovo Testamento e inaugurato con l'operato di Gesù. Dopo che la vera dottrina cristiana è stata progressivamente corrotta sia dalla chiesa cattolica che da quella protestante, il promesso pastore, Lee Man-hee, è chiamato adesso a restaurarla nella sua purezza originale e ad adempiere l'alleanza stabilita da Gesù 2000 anni fa. Per Shincheonji, quindi, il Presidente Lee è un essere umano, non un'incarnazione divina, sebbene a lui è affidata da Dio una missione molto speciale e importante.
I membri di Shincheonji si inginocchiano durante le due celebrazioni settimanali, quindi nelle loro chiese non ci sono sedie (eccetto per gli anziani e gli infermi). Le chiese sono spesso situate in grandi edifici dove altri piani hanno scopi diversi. Ciò è accaduto sia perché era difficile ottenere il permesso del governo per i luoghi di culto di Shincheonji in Corea del Sud, sia perché i prezzi dei terreni in alcune aree metropolitane erano estremamente alti e superavano le possibilità finanziarie delle congregazioni locali.
A differenza di altri movimenti millenaristici e apocalittici (i quali semplicemente attendono che Dio porti l'umanità nel Millennio di pace promesso), Shincheonji crede che Dio voglia che gli uomini collaborino alla sua preparazione attraverso buone azioni umanitarie e attraverso la promozione della pace. Il presidente Lee Man-hee ha infatti promosso un numero impressionante di iniziative per l'educazione alla pace, la cooperazione internazionale e gli aiuti umanitari e caritatevoli, la maggior parte delle quali sotto l'egida di HWPL, un'organizzazione da lui fondata nel 2013. Mentre gli oppositori obiettano che HWPL è solo un'organizzazione di facciata per reclutare nuovi membri per Shincheonji, ciò sembra altamente improbabile. Presidenti e primi ministri, dignitari di organizzazioni internazionali e leader di diverse religioni hanno partecipato alle iniziative dell'HWPL, che includevano conferenze internazionali sulla pace, sul diritto internazionale, sul dialogo interreligioso e su progetti che offrivano agli studenti dei paesi in via di sviluppo un'educazione alla pace e all'umanità diritti. Mentre è corretto dire che questi eventi aumentano la visibilità del presidente Lee Man-hee come leader religioso e umanitario globale, non vi è nessuna evidenza che Shincheonji strumentalizzi questi eventi per convertire importanti personalità internazionali.
Sebbene non si tratti del modus operandi ufficialmente dichiarato dal movimento, esso è noto per le pratiche molto attive di proselitismo ed evangelizzazione che hanno portato ad una cattiva considerazione del movimento all'interno della società sudcoreana. Il movimento è considerato eretico dalle principali denominazioni cristiane.

## Storia

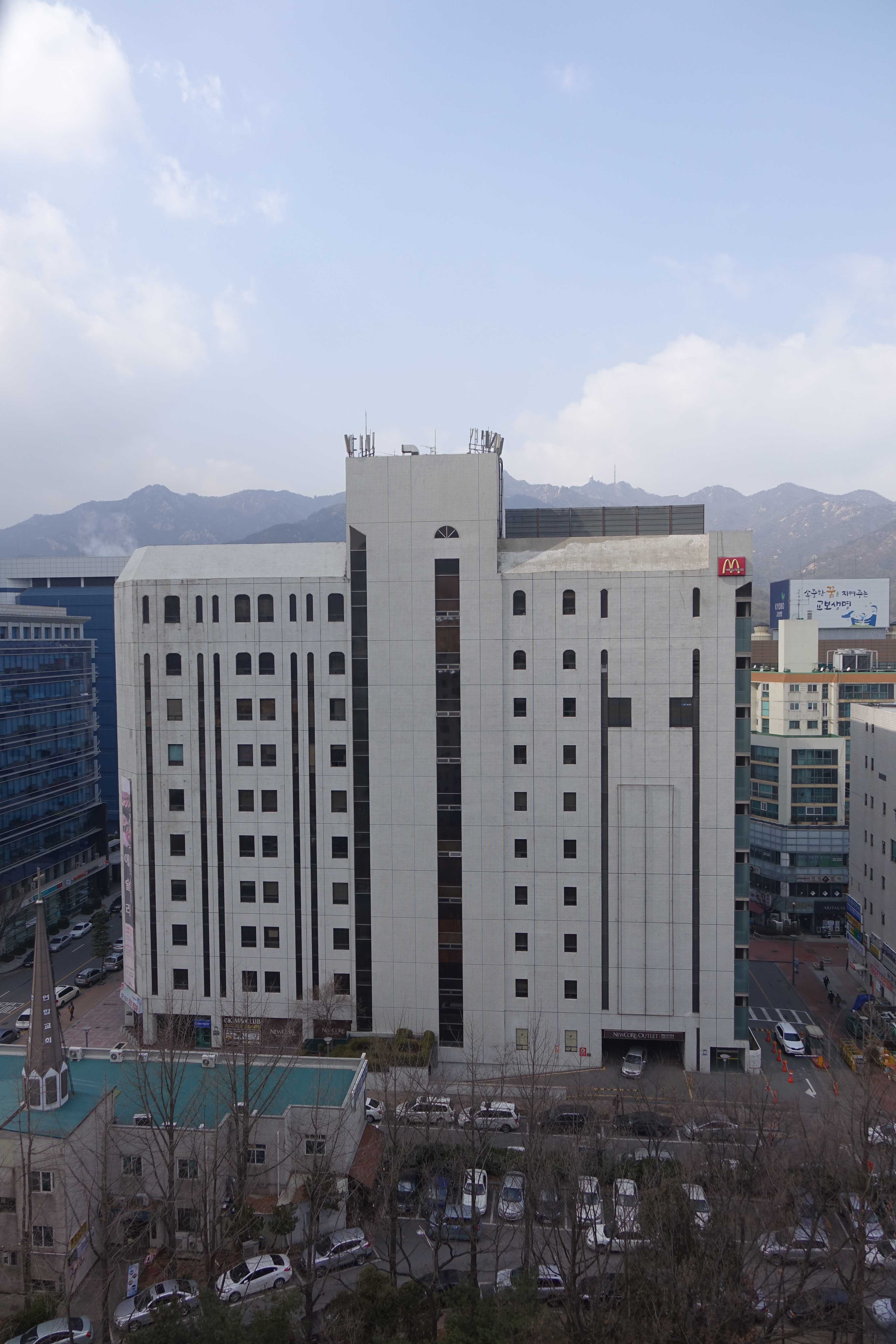
Sede centrale Shincheonji a Gwacheon

Lee Man-hee è nato a Punggak-myeon, Hyeonri-ri, distretto di Cheongdo, provincia del Gyeongsang settentrionale, nel 1931 e, dopo aver prestato servizio nell'esercito sudcoreano durante la guerra di Corea, si è unito al movimento religioso "Olive Tree" nel 1957. Nel 1966, otto persone (sette “messaggeri” e un “anziano”) si erano radunate sul monte Cheonggye, dove rimasero per 100 giorni apprendendo la Bibbia guidati dallo Spirito Santo. Seguendo ciò che credevano fosse la volontà di Dio, essi stabilirono il "Tempio del Tabernacolo". I sette messaggeri non avevano ricevuto un'educazione teologica formale, ma i loro sermoni risultavano persuasivi e veritieri a molte persone che si radunavano intorno al Tempio del Tabernacolo. Tuttavia, presto si svilupparono controversie e divisioni. Nel 1967 Lee divenne membro di questo movimento religioso il quale, sotto la pressione della politica di purificazione religiosa di Chun Doo-hwan del 1980, fu costretto ad affiliarsi alla Chiesa Presbiteriana.
A seguito di ciò Lee Man-hee, sostenuto da molti altri membri, scrisse ai sette messaggeri denunciando la corruzione che dilagava nel Tempio e invitandoli a pentirsi. Di conseguenza, è stato ripetutamente minacciato e picchiato, fino a quando non ha rinunciato ai suoi tentativi di riformare il movimento. Lee lasciò il Tempio del Tabernacolo nel 1971.
Alcuni hanno collegato Lee a un movimento contro il culto chiamato Olive Tree, ma questa connessione non è presente nella biografia di Lee di Shincheonji.
Il 14 marzo 1984, Lee Man-hee fondò Shincheonji e aprì il suo primo tempio in giugno ad Anyang, nella provincia di Gyeonggi. Il numero dei membri crebbe e nel giugno 1990 fu fondato a Seoul il Centro Missionario Cristiano di Sion. Nel 1995, i membri della Corea del Sud è furono divisi in Dodici Tribù, proprio come indicato nel Libro dell'Apocalisse. Nel 1999, la sede è stata trasferita a Gwacheon, che ha un significato profetico all'interno della teologia Shincheonji.
Secondo Lee Man-hee, tutti questi eventi sono stati predetti nel Libro dell'Apocalisse nel Nuovo Testamento, le cui profezie si sono realizzate in Corea del Sud attraverso l'ascesa e la distruzione del Tempio del Tabernacolo, aprendo la strada all'emergere di “colui che è vittorioso”, il “pastore promesso” annunciato nel Nuovo Testamento.

## Diffusione
Nel 2014 è stato stimato che contasse oltre 120.000 membri mentre una stima del 2020 riporta circa 200.000 fedeli. Un tempo era la chiesa religiosa in più rapida crescita in Corea del Sud.
Nel marzo 2020, le autorità sanitarie del governo della Corea del Sud che indagano sulla pandemia di COVID-19 hanno dichiarato ufficialmente alla stampa di aver ottenuto un elenco esatto di 317.320 membri Shincheonji registrati.

## Diffusione in Italia
Secondo il “Centro di Informazione Evangelica sulle chiese, sette e religioni”, la comunità di fedeli Shincheonji in Italia - circa 50 persone nel 2022 - è situata a Roma e collegata alla congregazione di Zurigo, da quest'ultima dipende anche la comunità di fedeli in Ungheria. La congregazione di Zurigo si è formata tra il 2010 e il 2016 tramite un gruppo di evangelizzatori della congregazione Shincheonji di Londra, a sua volta fondata dai fedeli del Sudafrica. 
La diffusione della dottrina di Nuovo Cielo e Nuova Terra (o Shincheonji) avviene sia offline che online, ad esempio nelle stazioni ferroviarie, per strada e nelle università. A seguito della pandemia di Covid19, l’evangelizzazione di Shincheonji è stata spostata prevalentemente online utilizzando una varietà di piattaforme tra le quali: Instagram, Bumble e Tandem. I reclutatori di Shincheonji invitano soprattutto giovani a partecipare ad eventi e conferenze Zoom; stabiliscono contatti amichevoli e poi suggeriscono uno studio biblico, online o in presenza, in cui gli interessati vengono introdotti agli insegnamenti di Shincheonji.

## Persecuzioni
A Singapore, 21 membri sono stati arrestati per essersi riuniti insieme e accusati di far parte di una società illegale, rischiando fino a 3 anni di carcere se condannati.

### Minacce verso Shincheonji
Il 4 aprile 2020, un uomo di 39 anni ha lanciato un sasso contro la chiesa filiale di Ulsan, rompendo una finestra di vetro all'ingresso principale dell'edificio della chiesa. La sua motivazione dichiarata era ritenere che il COVID-19 si fosse diffuso a causa dei membri di Shincheonji. Il 26 agosto 2020 l'uomo è stato dichiarato colpevole di danni materiali ed è stato condannato a 6 mesi di carcere con 2 anni di sospensione della pena e 80 ore di volontariato obbligatorio.
Il 21 settembre 2020, una chiesa di Shincheonji a Daejeon, in Corea del Sud, ha ricevuto una lettera di minaccia anonima, contenente polvere bianca successivamente identificata dalla Chemical Safety Agency e dalla Geumgang Basin Environment Agency come cianuro, una USB contenente un indirizzo bitcoin e un messaggio che chiede 14,4 miliardi di won. Il messaggio anonimo affermava che i membri della comunità di Shincheonji avrebbero subito danni se i 14,4 miliardi di won richiesti non fossero stati depositati. Il caso è ancora in fase di indagine. L'indagine della polizia ha stabilito che la lettera minatoria era originariamente indirizzata a un'altra località di Shincheonji a Gyeonggi-do.

## Controversie

### Controversie politiche
Il gruppo è stato accusato di esercitare influenza su politici e partiti politici. Un ex membro ha accusato il presidente Lee di Shincheonji di aver creato l'antico nome del Liberty Korea Party. Fino al 2017, il Liberty Korea Party era chiamato "Saenuri Party". Il 6 novembre 2020, l'ufficio del pubblico ministero ha stabilito che non c'erano prove a sostegno di questa accusa e che non vi era alcun collegamento tra Lee e la creazione del partito Saenuri.

### Accuse contro la chiesa
La setta è stata accusata di infiltrarsi attivamente in altre chiese per convertire i membri di altre chiese.
- Corea del Sud – Secondo quanto riferito, i suoi membri sono stati avvistati nella cattedrale di Myeongdong, fingendo di essere pii credenti che cercavano di attirare altri coreani o stranieri nei propri incontri religiosi.[27]
- Regno Unito – Nel novembre 2016, la Chiesa d'Inghilterra ha emesso un avviso formale a circa 500 parrocchie di Londra sulle attività di un affiliato di Shincheonji noto come Parachristo. Parachristo, un ente di beneficenza registrato nel Regno Unito, gestisce corsi di studio della Bibbia nei Docklands di Londra e utilizzava questi corsi per reclutare membri della Chiesa d'Inghilterra[28]. "Coloro che vengono coinvolti [in Shincheonji] si ritirano gradualmente dagli amici e dalla famiglia e mentono attivamente sulla loro vita reale". Ulteriori avvertimenti furono emessi da Nicky Gumbel, vicario della Holy Trinity Brompton, e John Peters, rettore della St Mary's Church, Londra .
- Nuova Zelanda - Nell'aprile 2017, diverse chiese locali coreane ad Auckland, tra cui la New Zealand Korean Churches Association e la Immanuel Korean Church, hanno avvertito le loro congregazioni che lo Shincheonji stava cercando di reclutare membri attraverso le loro lezioni bibliche, incoraggiare i membri a tagliare i legami familiari e inviare "mietitori" per infiltrarsi e impadronirsi di altre chiese.[29] Nell'aprile 2019, diverse chiese di Wellington, tra cui The Street Church e Blueprint Church, hanno sollevato preoccupazioni sui metodi di Shincheonji nel reclutare membri dalle loro congregazioni. Lo storico Peter Lineham ha anche descritto le tecniche di reclutamento del gruppo come "pericolose" e "ingannevoli".[30]
- Australia - I membri della chiesa hanno preso di mira le aree pubbliche e le università frequentate da studenti internazionali a Sydney .[31]
- India – Nell'agosto 2019, la Convenzione battista a Manipur, in India, ha avvertito i fedeli di diffidare di Shincheonji. "Il loro capo Lee Man-Hee afferma di avere accesso alla conoscenza segreta delle scritture che altri pastori della chiesa non conoscono. Inoltre, afferma che si può veramente conoscere Dio solo seguendo e ascoltando gli insegnamenti di Shincheonji. Una volta che sono in questo gruppo, trascorrono la maggior parte del loro tempo invitando le persone a unirsi al gruppo Shincheonji e trascorrono meno tempo con le loro famiglie, amici e chiese e trascurano e abbandonano gli studi o il lavoro."[32]
- Singapore - Alla fine di febbraio 2020, il ministro degli Interni K. Shanmugam ha annunciato che il Ministero degli affari interni avrebbe indagato sul capitolo locale di Shincheonji per attività fraudolente, tra cui la creazione di società di facciata e l'utilizzo di metodi ingannevoli per reclutare giovani nella loro setta[33][34][35].

## Coinvolgimento nella diffusione dell'epidemia di coronavirus

Diffusione dei casi Covid-19 in Corea del sud nel 2020

Il movimento è stato coinvolto in alcune polemiche durante la pandemia di COVID-19, a seguito della partecipazione di una persona infetta da SARS-CoV-2, "Paziente 31", presso la chiesa di Shincheonji. Anche una dozzina di membri cinesi della chiesa di Wuhan sono stati collegati all'epidemia di Daegu Shincheonji. A Busan, si ritiene che un residente di Daegu di 61 anni sia stato diagnosticato il 18 febbraio 2020 e abbia diffuso il virus. All'epoca, il governo sudcoreano non aveva né introdotto il distanziamento sociale né limitato i viaggi dalla Cina (a parte i viaggi dalla provincia di Hubei). Il 18 febbraio 2020, Shincheonji ha emesso un annuncio in tutta per chiudere tutte le chiese e gli edifici affiliati, confermando la positività al virus del paziente 31.
l 20 febbraio 2020, la filiale di Daegu di Shincheonji ha presentato un elenco dei suoi membri ai Centri coreani per il controllo e la prevenzione delle malattie per aiutare nella tracciabilità dei contatti. Entro il 20 febbraio 2020, 53 nuovi casi positivi erano presenti a Shincheonji o nelle loro famiglie, raggiungendone oltre 300 entro il 23 febbraio e rappresentando così oltre la metà di tutti i casi in Corea del Sud in quel mese. Le successive recidive del virus nel settembre 2020 e nel dicembre 2020, tuttavia, hanno superato i numeri osservati durante l'epidemia associata a Shincheonji e hanno accelerato a un ritmo più rapido rispetto alla diffusione associata alla chiesa di Shincheonji a Daegu.

### Questioni relative alla privacy
Il 24 febbraio 2020, l'Agenzia coreana per il controllo e la prevenzione delle malattie ha richiesto un elenco di tutti i membri della comunità Shincheonji. L'elenco includeva il nome dei congregati, il numero di registrazione del cittadino, l'indirizzo, il nome del luogo di lavoro e le informazioni sui familiari. Il giorno dopo, Shincheonji ha presentato l'elenco di tutti i fedeli e ha ottemperato alla richiesta del governo. Non c'era nessuna scadenza elencata nella lettera ufficiale di richiesta di informazioni inviata a Shincheonji per l'indagine epidemiologica. La richiesta ufficiale inoltre non richiedeva i numeri di registrazione dei cittadini credenti ma nonostante ciò, i funzionari dell'Agenzia coreana per il controllo e la prevenzione delle malattie hanno chiesto di includere nei dati i numeri di registrazione dei cittadini membri. Tuttavia, c'è stato un giorno di ritardo nella presentazione delle informazioni, poiché i funzionari di Shincheonji hanno chiesto all'Agenzia coreana per il controllo e la prevenzione delle malattie se fosse legale richiedere i numeri di registrazione dei cittadini dei congregati e se vi fosse garanzia che le informazioni private dei membri fossero protette. Il 25 febbraio 2020, i funzionari di Shincheonji hanno fornito l'elenco delle informazioni richieste riguardo a tutti i suoi fedeli. Nel processo dell'ottobre 2020 al presidente Lee Man-Hee, dove è accusato di non aver rispettato le indagini epidemiologiche, un funzionario del Ministero della salute e del welfare della Corea del Sud ha riconosciuto che i funzionari di Shincheonji si sono sforzati di fornire le informazioni richieste riguardo ai fedeli. I registri delle conversazioni tra i funzionari di Shincheonji e il funzionario dell'Agenzia mostrano un'espressione di preoccupazione per la privacy, non un rifiuto di fornire informazioni o un rifiuto di collaborare. L'avvocato del presidente Lee ha sostenuto che la richiesta dei numeri di registrazione dei cittadini dei congregati non aveva nulla a che fare con l'indagine epidemiologica in corso. Nella discussione iniziale tra i rappresentanti di Shincheonji e la Casa Blu, il funzionario della Casa Blu responsabile del caso è stato messo a conoscenza delle preoccupazioni di Shincheonji per la sicurezza e la privacy dei congregati e l'omissione di informazioni da parte di alcuni fedeli, come i minori e quelli a rischio particolare di persecuzione, come politici eletti o funzionari pubblici. La polizia ha stabilito che l'intenzione di omettere le informazioni di alcuni congregati non aveva lo scopo di ostacolare gli sforzi di prevenzione e controllo delle malattie, ma solamente di proteggere i fedeli di Shincheonji. In una conversazione telefonica registrata, il presidente Lee ha detto al rappresentante di Shincheonji incaricato di comunicare con il governo per fornire informazioni alla congregazione che "dal momento che il governo sta facendo ciò che Shincheonji avrebbe dovuto fare, dobbiamo aiutare attivamente [il governo]". Alex Azar, Segretario alla Salute e ai Servizi Umani degli Stati Uniti, ha descritto l'approccio della Corea del Sud al COVID-19 come qualcosa che "probabilmente non si sarebbe verificato negli Stati Uniti" e ha fatto riferimento alla repressione autoritaria del governo sudcoreano su Shincheonji mentre descriveva come la Corea del Sud "ha usato i suoi poteri militari e di polizia per bloccare la chiesa di Shincheonji, arrestare tutti coloro che erano in contatto con individui di quel movimento".

### Battaglia legale
Con altri 4.000 casi di COVID-19 in due settimane e circa il 60% delle infezioni totali a livello nazionale derivate da Shincheonji, il governo della città di Seoul ha chiesto ai pubblici ministeri di sporgere denuncia contro il fondatore e i responsabili del movimento religioso per omicidio, causando danni e per aver violato la legge sulle malattie infettive e il controllo. Sono state effettuate interviste con tutti i 230.000 membri del gruppo religioso ed è emerso che quasi 9.000 mostrassero i sintomi del virus. Dopo che il sindaco di Seoul ha avviato una causa, il 25 febbraio 2020, il governatore della provincia di Gyeonggi Lee Jae-myung, insieme a 40 funzionari, è entrato con la forza nell'ufficio del quartier generale di Shincheonji e ha sequestrato circa 50 computer. Le autorità hanno controllato l'elenco sequestrato durante il raid con quello fornito da Shincheonji e hanno concluso che le discrepanze erano minime. Il governo della città di Seoul ha presentato denunce legali ai pubblici ministeri contro 12 leader della chiesa, accusando il gruppo di omicidi, danni e violazione della legge sulle malattie infettive e sul controllo. Dopo l'epidemia nella chiesa di Shincheonji a Daegu a febbraio, 51 sedi legate a Shincheonji a Daegu sono state chiuse. Shincheonji offre servizi online solo da febbraio 2021. Tuttavia i suoi edifici continuano a rimanere chiusi e Shincheonji ha chiesto ai tribunali di riconsiderare l'ordine di chiusura degli edifici. Shincheonji chiede l'accesso agli edifici per motivi di manutenzione degli edifici, non per l'uso di riunioni o attività religiose. Il Comune di Daegu, però, ha respinto la richiesta, affermando che al momento non è necessaria la manutenzione degli edifici e che l'opinione pubblica contraria alla chiesa di Daegu di Shincheonji non si è ancora ripresa. I tribunali non si sono ancora pronunciati contro o a riguardo della richiesta. La situazione potrebbe essere risolta anche con un accordo tra la chiesa di Shincheonji a Daegu e la città di Daegu.

### Accuse penali contro il leader del movimento
Il 31 luglio 2020, Lee Man-Hee è stato arrestato dalle autorità sudcoreane con l'accusa di aver nascosto informazioni cruciali a traccianti di contatti e altri reati; a quel tempo la chiesa di Shincheonji era collegata a più di 5.200 infezioni da coronavirus, ovvero il 36% dei casi totali della Corea del Sud. I pubblici ministeri hanno specificamente affermato che Lee non aveva fornito alle autorità sanitarie un elenco completo dei membri della chiesa in violazione della legge sulla prevenzione e il controllo delle malattie infettive della Corea del Sud. Il Vice Ministro del Ministero della Salute e del Welfare (Corea del Sud) ha dichiarato pubblicamente che Shincheonji ha collaborato con le autorità. Lee è stato inizialmente detenuto in attesa del processo e diversi precedenti ricorsi per la cauzione sono stati inizialmente respinti. Tuttavia, il 12 novembre 2020, il tribunale ha concesso la libertà su cauzione a Lee, rilevando la costante presenza e conformità di Lee durante i procedimenti giudiziari, nonché i problemi di salute derivanti dalla detenzione di un anziano di 90 anni in carcere. I pubblici ministeri hanno chiesto una pena detentiva di cinque anni e una multa di 3 milioni di won coreani (2.700 dollari USA ) per l'accusa sulla legge sulla prevenzione e il controllo delle malattie infettive. Nel gennaio 2021, la Corte distrettuale di Suwon ha assolto Lee dalle accuse relative al COVID-19, stabilendo che gli elenchi dei membri della chiesa non erano "elementi chiave delle indagini epidemiologiche" definiti nella legge. Tuttavia, il tribunale ha dichiarato Lee colpevole di appropriazione indebita di 5,6 miliardi di won (5,11 milioni di dollari) dalla chiesa per costruire una casa e di aver utilizzato strutture governative per svolgere servizi religiosi e ha emesso una condanna a quattro anni con sospensione della pena.

### La risposta di Shincheonji
In una conferenza stampa all'inizio di marzo 2020, il fondatore della chiesa Lee Man-hee si è pubblicamente inginocchiato e ha chinato la testa a terra in un tradizionale gesto di scuse, si è scusato per i membri della chiesa che hanno involontariamente diffuso il virus ed ha inoltre affermato che la chiesa stava attivamente collaborando con il governo. In risposta all'attenzione negativa dei media su Shincheonji, Lee Man-hee ha parlato pubblicamente di essere stato frainteso o falsamente accusato. Shincheonji è stato citato come il "gruppo più diffamato durante la pandemia". Il 26 agosto 2020, i Centri coreani per il controllo e la prevenzione delle malattie (KCDC) hanno ringraziato Shincheonji per 562 membri della sua congregazione che hanno donato plasma per la ricerca sul trattamento del COVID-19 e hanno richiesto la collaborazione con Shincheonji per organizzare una donazione di plasma su larga scala dal 26 agosto 2020 al 4 settembre 2020. Si stima che altri 1.100 membri Shincheonji doneranno plasma in collaborazione con il KCDC. Il 16 settembre 2020, Shincheonji ha tenuto un incontro di preghiera online interreligioso intitolato "Covid-19 Overcome Online Prayer Meeting" per pregare per la rapida fine del COVID-19. Il 26 settembre 2020, l'associazione di volontariato di Shincheonji ha iniziato una campagna di "volontariato di prevenzione" con i membri di Shincheonji che si sono offerti volontari per disinfettare i quartieri dello shopping e distribuire disinfettanti per le mani e mascherine alle imprese locali. Il 3 novembre 2020, il KCDC ha annunciato che a partire dal 16 novembre ci saranno circa 4.000 ulteriori pazienti COVID-19 guariti da Shincheonji che doneranno il loro plasma per lo sviluppo di un trattamento. Nel corso di 2 round di donazioni di plasma su larga scala con Shincheonji, un totale di 2.798 membri hanno accettato di partecipare all'iniziativa e 2.030 hanno donato plasma con successo. Dalla chiesa Daegu di Shincheonji, 1.700 membri della congregazione hanno donato plasma nel corso di luglio e agosto 2021. Il Direttore del KCDC ha espresso la sua profonda gratitudine a Shincheonji per aver partecipato attivamente al Plasma Drive.

### Discriminazioni
In un articolo del 2020 sulla rivista Society, Joseph Yi e Wondong Lee hanno sostenuto che Shincheonji era "il gruppo più diffamato" in Corea del Sud durante la pandemia di COVID-19 nel paese e che "i loro diritti sono stati raramente difesi dai tribunali o dai media"; Yi e Lee hanno scritto che "i media nazionali hanno intervistato per lo più politici o ex membri, che hanno etichettato il movimento come una setta segreto e dannosa. I media occidentali hanno ignorato il movimento religioso o ripetuto il termine di "setta" utilizzato dai media coreani.". Secondo la Commissione nazionale per i diritti umani della Corea e il Korea Insight Research Institute, tra febbraio e maggio 2020 su varie piattaforme di social media, forum di comunità online e blog si sono verificati 86.451 casi di incitamento all'odio online e di espressioni di odio nei confronti di Shincheonji a causa della diffusione del COVID-19. Il 26 febbraio, secondo quanto riferito, una donna membro di Shincheonji è stata attaccata dal marito che stava cercando di costringerla a lasciare Shincheonji ed è morta dopo essere caduta dal suo appartamento al settimo piano. Il 4 maggio, una donna di 42 anni, membro della congregazione Shincheonji, vittima di abusi coniugali presumibilmente a causa della sua affiliazione con Shincheonji, è morta dopo essere caduta dal suo appartamento all'undicesimo piano. Nel marzo 2020, la Commissione degli Stati Uniti sulla libertà religiosa internazionale (USCIRF) ha espresso la preoccupazione che i diritti alla libertà religiosa dei membri di Shincheonji possano essere violati in Corea del Sud "enfatizzando il ruolo della chiesa nell'epidemia" e ha dichiarato che "l'USCIRF ha ricevuto rapporti di individui che subiscono discriminazioni sul lavoro e abusi coniugali a causa della loro appartenenza alla Chiesa di Shincheonji”. L'USCIRF ha riferito che "il vice ministro della Salute della Corea del Sud Kim Kang-lip ha dichiarato pubblicamente che la chiesa di Shincheonji ha cooperato con le autorità". Nell'agosto 2020, ONG e attivisti per i diritti umani, tra cui l'ex presidente del Consiglio per i diritti umani delle Nazioni Unite, hanno inviato una lettera congiunta al ministro degli Esteri della Corea del Sud Kang Kyung-wha e all'Ufficio dell'Alto commissario delle Nazioni Unite per i diritti umani per sollecitare il governo sudcoreano e le Nazioni Unite per fermare l'oppressione in corso contro Shincheonji. Al 10° World Human Rights Cities Forum tenutosi a Gwangju in Corea del Sud dal 7 al 10 ottobre 2020, i rappresentanti di organizzazioni no-profit e per i diritti umani hanno evidenziato come la discriminazione contro le minoranze etniche e religiose, come Shincheonji, sia aumentata in Corea del Sud come risultato del COVID-19.